# Cyclosa informis
Cyclosa informis är en spindelart som beskrevs av Yin, Zhu och Wang 1995. Cyclosa informis ingår i släktet Cyclosa och familjen hjulspindlar. Inga underarter finns listade i Catalogue of Life.